# Новомарьинская улица
Новома́рьинская у́лица — улица, расположенная в Юго-Восточном административном округе города Москвы на территории района Марьино.

## История
Улица названа 14 февраля 1995 года по наименованию района Марьино. Название утверждено 24 августа 1999 года. Названа (название утверждено) 14 февраля 1995 года. Бывший проектируемый проезд № 754. Продлена 24 августа 1999 года.

## Расположение
Новомарьинская улица начинается от Люблинской улицы и идёт на восток. Справа к ней примыкает Луговой проезд. Далее она пересекает Мячковский бульвар, Братиславскую улицу и Перервинский бульвар.  Новомарьинская улица заканчивается, переходя в Белореченскую улицу.
По ходу движения улица меняет направление с восточного на северо-восточное.

## Примечательные здания и сооружения

### по нечётной стороне
- Дом 3 — детская поликлиника № 36 ЮВАО; Главное бюро медико-социальной экспертизы по г. Москве ФГУ филиал — бюро № 87.
- Дом 3, корпус 2 — управление департамента жилищной политики и жилищного фонда г. Москвы ЮВАО (отдел по работе с населением района Марьино).
- Дом 3, корпус 4 — ЮВАО Марьино, инженерная Служба ОДС-13/14; социальный приют для детей и подростков Марьино ЮВАО г. Москвы.
- Дом 5 —
- Дом 7 —
- Дом 7, корпус 1 — страховая группа «Спасские ворота».
- Дом 7, корпус 2 — школа № 1903 (с гимназическими и лицейскими классами), центр образования № 1493.
- Дом 11, корпус 1 —
- Дом 15 —
- Дом 17 —

### по чётной стороне
Дом-приключение

## Транспорт

### Метро
- Станция метро «Марьино» Люблинско-Дмитровской линии — в 40 м на север от начала улицы (северный выход метро).

### Автобус
625:  Братиславская — Донецкая улица, 26

658:  Братиславская —  Кузьминки

708: Южные ворота —  Люблино

749:  Братиславская —  Перерва

853:  Братиславская — Улица Марьинский Парк

957:  Марьино —  Марьино

с9: Капотня — Марьинский рынок

с768: Подольская улица, 33 — ТК «Садовод»

с979: Чагинская улица — Братеевская пойма

## Парки
По левой стороне Новомарьинской улицы расположены Братиславский и Дюссельдорфский парки.